# Бобби Смит Трофи
«Бобби Смит Трофи» (англ. Bobby Smith Trophy) — приз, ежегодно вручаемый игроку Хоккейной лиги Онтарио, который лучшим образом совмещает высокие показатели на льду и в учёбе.
Трофей назван в честь Бобби Смита, который показывал отличную игру и академические показатели во время своего выступления в юниорском хоккее за клуб «Оттава Сиксти Севенс».
На конец сезона 2014/15 только один игрок получал приз трижды — это Дастин Браун (2000/01, 2001/02, 2002/03). Два игрока выигрывали трофей дважды — Натан Лафайет (1988/89, 1989/90) и Коннор МакДэвид (2013/14, 2014/15).

## Победители
Выделены игроки, также получавшие в этом сезоне трофей «Лучший игрок-ученик CHL».
- 2023—24: Картер Жорж, Оуэн-Саунд Аттак
- 2022—23: Колби Барлоу, Оуэн-Саунд Аттак
- 2021—22: Оуэн Бек, Миссиссога Стилхедс
- 2020—21: Сезон был отменён из-за пандемии коронавируса
- 2019—20: Коул Перфетти, Сагино Спирит
- 2018—19: Томас Харли, Миссиссога Стилхедс
- 2017—18: Барретт Хэйтон, Су-Сент-Мари Грейхаундз
- 2016—17: Александр Хмелевски, Оттава Сиксти Севенс
- 2015—16: Николас Хейг, Миссиссога Стилхедс
- 2014—15: Коннор Макдэвид (2), Эри Оттерз
- 2013—14: Коннор Макдэвид, Эри Оттерз
- 2012—13: Дарнелл Нерс, Су-Сент-Мари Грейхаундз
- 2011—12: Адам Пелек, Эри Оттерз
- 2010—11: Дуги Хэмилтон, Ниагара АйсДогс
- 2009—10: Эрик Гудбрансон, Кингстон Фронтенакс
- 2008—09: Мэтт Дюшен, Брамптон Батталион
- 2007—08: Райан Эллис, Уинсор Спитфайрз
- 2006—07: Стивен Стэмкос, Сарния Стинг
- 2005—06: Дэнни Баттокио, Оттава Сиксти Севенс
- 2004—05: Ришар Клуне, Сарния Стинг
- 2003—04: Скотт Леман, Торонто Сент-Майклз Мэйджорс
- 2002—03: Дастин Браун (3), Гелф Шторм
- 2001—02: Дастин Браун (2), Гелф Шторм
- 2000—01: Дастин Браун, Гелф Шторм
- 1999—00: Брэд Бойс, Эри Оттерз
- 1998—99: Роб Зепп, Плимут Уэйлерз
- 1997—98: Мэнни Малхотра, Гелф Шторм
- 1996—97: Джейк Маккрэкен, Су-Сент-Мари Грейхаундз
- 1995—96: Бойд Деверо, Китченер Рейнджерс
- 1994—95: Джейми Райт, Гелф Шторм
- 1993—94: Итан Моро, Ниагара-Фолс Флайерз
- 1992—93: Тим Спитциг, Китченер Рейнджерс
- 1991—92: Натан Лафайетт (2), Корнуэлл Ройалз
- 1990—91: Натан Лафайет, Корнуэлл Ройалз
- 1989—90: Райан Кувабара, Оттава Сиксти Севенс
- 1988—89: Брайан Коллинсон, Торонто Мальборос
- 1987—88: Дэррин Шэннон, Уинсор Спитфайрз
- 1986—87: Джон Макинтайр, Гелф Плэйтерз
- 1985—86: Крис Клиффорд, Кингстон Канадиенс
- 1984—85: Крэйг Биллингтон, Бельвиль Буллз
- 1983—84: Скотт Тоттл, Питерборо Питс
- 1982—83: Дэйв Ганье, Брентфорд Александерс
- 1981—82: Дэйв Симпсон, Лондон Найтс
- 1980—81: Дуг Смит, Оттава Сиксти Севенс
- 1979—80: Стив Конройд, Ошава Дженералз